# Rázga Pál
Rázga Pál (Bazin, 1798. december 10. – Pozsony, 1849. június 18.) evangélikus lelkész, az 1848-as pozsonyi vértanúk egyike.

## Életpályája
Gimnáziumba Modorban járt, majd Pozsonyban folytatta tanulmányait és Bécsben végezte teológiát. Idehaza nem kapott alkalmazást, ezért az osztrák Plankenburgba ment tanítónak, majd ismét Bécsben hallgatott teológiát és végül 1823-ban pappá szentelték. A karinthai Trebesingben négy évet töltött mint rendes lelkész és 1827-től nyolc évet Zlánban. Ekkor hazájába visszahívták és Modor városa megválasztotta papjává.
1835-ben megalapította a pozsonymegyei esperességi özvegy- és árvanyugdíjintézetet. A sors azonban ismét idegenbe késztette és 1839-ben Prágába költözött, ahol a protestáns iskolát rendezte és ez ügyben 1840 novemberében felhívást bocsátott ki híveihez, mely nyomtatásban is megjelent. E helyen két évig lelkészkedett.
Végül 1846-ban Pozsony evangélikus német egyháza hívta meg lelkipásztorának. Jellemző, hogy mindjárt első prédikációjában szenvedélyes hazafiságát hangoztatta: «Erőm, tehetségem a tied, szeretet gyülekezet; életem a hazámé!...» Két évig, ha német szóval is, de lelkesen intette híveit a hazaszeretetre.
1848-ban Kossuth Lajos Pozsonyban az országgyűlésen fölrázta a kedélyeket. Rázga, a lánglelkű hazafi, a megváltás napjaként üdvözölte a hirtelen beállott fordulatot. Csakhamar megalakította a pozsonyi nemzeti egyesületet és fönnen hangoztatta, hogy az egyesületnek főcélja: «a magyar kormány törvényes intézkedéseinek, ha szükségeltetik, fegyverrel is érvényt szerezni». Néhány nap mulva a tagok száma 400-ra szaporodott, elnökül őt választották. Ő szervezte a nemzetőrséget is; ezeket küldte a Hurbán, Stur és Hodzsa rabolva pusztító tót csőcselekje ellen Szenic tájára.
Pozsonyban ezalatt a forrongás tetőpontjára hágott. Kossuth a zöldfa-fogadó erkélyéről beszédet intézett az összegyűlt tömeghez és rögtön utána Rázga állt Kossuth mellé és a beszédet németül tolmácsolta. E beszéd után annyi önkéntes honvéd jelentkezett, hogy hatalmas magyar sereg indulhatott Schwechat felé, ahol az osztrákok tábort ütöttek. A győzelem után sóvárgó szabadsághősök Köpcsényben gyűltek össze. Rázga odasietett, hogy jelen legyen az indulásnál. Az ő hadserege volt az, ő teremtette elő és meg akarta áldani a magyar fegyvereket. Egy ágyúra állt föl a lelkes pap, hogy e rögtönzött szószékről intézzen beszédet a honvédekhez és imát mondjon a győzelem reményében. Változó szerencse kísérte a magyar hadakat. Végül 1848 decemberében a visszavert császáriak ismét átlépték a magyar határt. A Pozsony felé közeledő osztrák hadsereg elől sokat elmenekültek.
Rázga elhatározta, hogy maradni fog, bár Komárom felé elmenekülhetett volna; barátai figyelmeztették erre, de ő hallani sem akart a menekülésről. Ludwig von Welden gróf bevonult Pozsonyba 40 000 katonájával. A város kapitánya akkor Vecsera volt (a meyerlingi katasztrófa hősnőjének, Vecsera Mária bárónőnek nagyapja); ez nagy buzgón rendelkezésére állt Welden grófnak és még este gondoskodott, hogy Rázga börtönbe kerüljön. Ferenczy városi tanácsos egész csapat katona élén berontott az apácza-pálya 24. sz. lelkészlakba. Csak annyi időt engedett a gazdának, hogy nejétől és öt gyermekétől elbúcsúzzék. A városházára vitték és azonnal vallatás alá fogták, de csakhamar a vízi kaszárnyába kísérték át, ahol néhány hónapig sínylődött nyirkos börtönében. Az emberséges Welden gróf helyébe az «erélyesebb» Haynau bárót küldte a bécsi kormány és még aznap összeállott a haditörvényszék, hogy az összes foglyok fölött megkezdje az ítéletmondást.
A haditörvényszék elnöke, Windischgrätz tábornok, megsajnálta a szerencsétlen lelkészt és alkalmat akart neki adni, hogy «kitisztázza» magát. De Rázga nem akarta elismerni, hogy hazájának védelme által bűnt követett el. Végül Haynau elé került a per. Új terhelő tanúk léptek föl a fogoly lelkész ellen, Megerle a német színház igazgatója és Beumann komikus, akik azzal álltak elő, hogy Rázga az uralkodó családról több ízben sértőn nyilatkozott. Többé nem lehetett megmenteni a szerencsétlent. Az ítélet kötél általi halálra szólt. Az evangélikus egyház notabilitásai, majd a nők seregesen keresték föl Haynaut kegyelemért; de mindez hasztalan volt. Rázga nyugodtan fogadta az ítélet kimondását.
1849. június 17-én éjszaka fölvitték őt a vár börtönébe, ahol utolsó óráit töltötte. A parancsnok Simkó Vilmos evangélikus lelkészt rendelte melléje, aki följegyezte mind, amit a végzetes éjszakán együtt beszéltek: «Nem is én vigasztaltam Rázgát, hanem ő engem, hisz én egészen meg voltam törve». Másnap, június 18-án a vár mögötti Szamárhegyen kivégezték.

## Emlékezete
- Emlékét Budapest III. kerületében emléktábla őrzi.